# Édouard Vuillard
Édouard Vuillard (Cuiseaux, 11 november 1868 – La Baule, 21 juni 1940) was een Frans kunstschilder. Hij maakte deel uit van de kunstenaarsgroep Les Nabis.

## Levensloop
Vuillard werd geboren in een klein plaatsje in Bourgondië, waarvandaan het gezin in 1877 naar Parijs verhuisde. Hij bezocht het lyceum Condorcet, waar hij bevriend raakte met Ker-Xavier Roussel. Roussel vroeg hem mee te gaan en schilderlessen te nemen van Diogène Maillart. Vuillard raakte door de kunst gegrepen en besloot te breken met de familietraditie van militairen.
Vuillard startte zijn kunstopleiding op de Académie Julian in Parijs en ging vervolgens naar de Académie des beaux-arts (1886-1888). In 1889 werd hij door Maurice Denis overgehaald om zich bij Les Nabis aan te sluiten, een dissidente groep van jonge kunstenaars. Vanuit de ideeën van die groep begon hij met het loslaten van het realistische schilderen en begon hij te experimenteren met kleuren en schakeringen die een gevoel, een sfeer overbrachten. In het begin nog met felle kleuren, later gaan de bruine tinten overheersen.
Twee onderwerpen vormden in die periode de hoofdmoot. Aan de ene kant het Parijse leven, scènes uit Montmartre. Aan de andere kant de stille intimiteit van huiselijke taferelen. Vuillard woonde bij zijn moeder, die naaister was, totdat zij in 1928 zou overlijden. Vaak schilderde hij zijn familie en de klanten van zijn moeder. Van zijn moeder kreeg hij ook zijn liefde voor textiel en patronen mee.

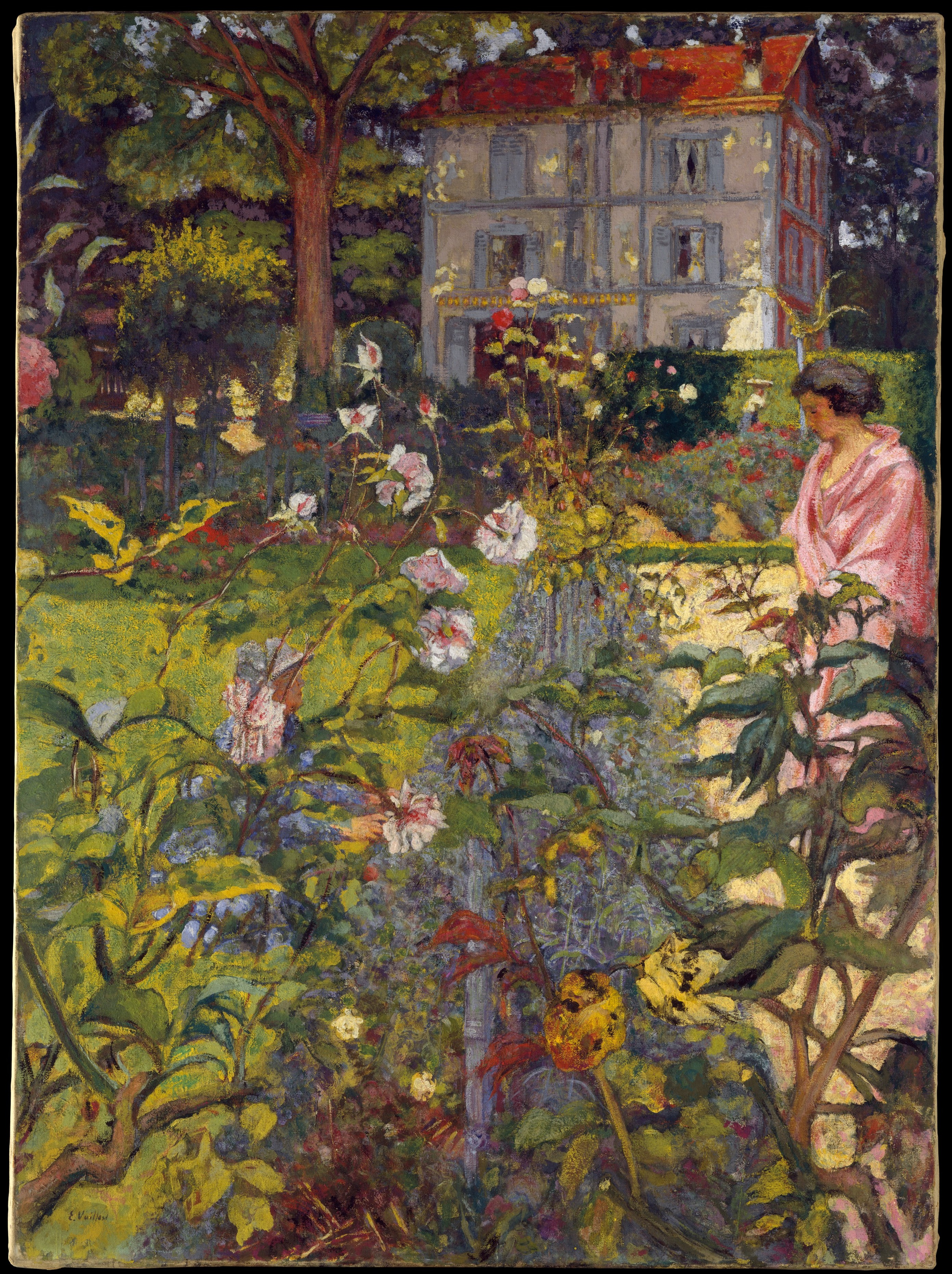
De tuin van Vaucresson, 1920, Metropolitan Museum of Art, New York

De eerste solo-expositie van Vuillard was bij de Revue Blanche in Parijs in 1891. Hij raakte bevriend met de uitgevers van het blad, de gebroeders Natanson. Via hen zou Vuillard later nog vele opdrachten krijgen. Het ging vaak om panelen in de huizen van zijn opdrachtgevers, waarvoor hij vaak taferelen gebruikte uit het dagelijkse leven in Parijs van die tijd.
In de vroege jaren van de 20e eeuw begon Vuillard te exposeren in de Parijse galerie van Bernheim-Jeune. Via de Hessels, partner in die firma, kwam Vuillard in de rijkere kringen terecht, met als gevolg dat hij niet meer te klagen had over het aantal opdrachten. De Eerste Wereldoorlog had weinig invloed op zijn werk/werken, maar vanaf die tijd zou hij weinig meer exposeren, tot een groot retrospectief in het Musée des Arts Décoratifs in Parijs in 1938.
In deze periode werd Vuillard door de jonge avant-garde (kubisten, fauves, surrealisten) gezien als een establishment-schilder. Zij zetten zich af tegen zijn laat-impressionistische manier van schilderen.
Vuillard was een stille, introverte man, maar wel iemand die geliefd was in zijn directe omgeving. Ondanks zijn successen later in zijn carrière is hij bescheiden blijven wonen. Zijn strikte morele opvattingen hebben hem beperkt, hij heeft nooit een relatie met een vrouw of man gehad.
Minder bekend is Vuillards liefde voor de fotografie. Ook met zijn foto’s zocht hij naar het grijpen van de intieme momenten van zijn omgeving.
In 1940 vluchtte de zieke Vuillard uit Parijs naar Bretagne, gedesillusioneerd door de nederlaag van Frankrijk.

## Schilderstijl

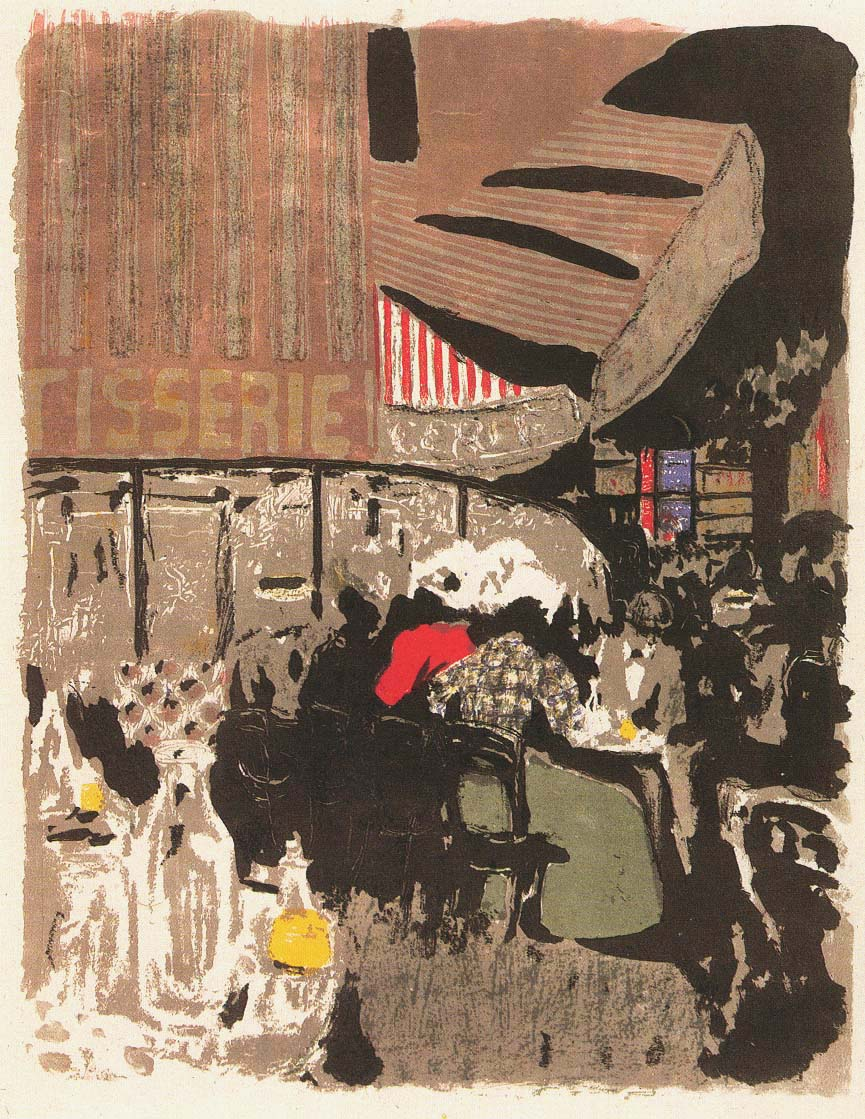
La Pâtisserie uit: Album Paysages et Intérieurs, 1899

Vuillard werd erkend als een natuurtalent en als groot in de schildertechniek. Vuillard werkte veel met tempera, een moeilijk te verwerken product op gom-basis met een wat matte uitstraling dat snel droogt, waardoor goed meerdere lagen over elkaar aangebracht kunnen worden. Sommige van zijn werken hebben dikke lagen verf. De werken worden ondergebracht bij het postimpressionisme.

## Musea
Zijn schilderijen zijn in diverse musea te zien, onder andere in:
- Cleveland Museum of Art in Cleveland
- Fine Arts Museums of San Francisco in San Francisco
- Fitzwilliam Museum in Cambridge
- Hermitage in Sint-Petersburg
- Metropolitan Museum of Art in New York
- Museum voor Schone Kunsten in Rijsel